# Natação no Campeonato Mundial de Esportes Aquáticos de 2024 - 50 m peito masculino

A prova dos 50 metros peito masculino da natação no Campeonato Mundial de Esportes Aquáticos de 2024 foi realizada nos dias 13 e 14 de fevereiro de 2024 em Doha, no Catar.

## Formato da competição
A competição consiste em três rodadas: eliminatórias, semifinais e final. Os nadadores com os 16 melhores tempos nas baterias preliminares avançam as semifinais. Já os nadadores com os 8 melhores tempos nas semifinais avançam a final. Desempates (swim-offs) são utilizados conforme necessário para quebrar os empates de avanço a próxima rodada.

## Cronograma
Todos os horários estão na hora local (UTC+3).
| Data            | Hora  | Evento        |
| --------------- | ----- | ------------- |
| 13 de fevereiro | 09:32 | Eliminatórias |
| 13 de fevereiro | 19:34 | Semifinais    |
| 14 de fevereiro | 20:01 | Final         |

## Recordes
Antes desta competição, os recordes mundiais e do campeonato nesta prova eram os seguintes:
| Tipo                  | Atleta     | Tempo  | Local     | Data                |
| --------------------- | ---------- | ------ | --------- | ------------------- |
|                       | Adam Peaty | 25s 95 | Budapeste | 25 de julho de 2017 |
| Recorde do campeonato | Adam Peaty | 25s 95 | Budapeste | 25 de julho de 2017 |

## Medalhistas
| Ouro                          | Prata                       | Bronze                    |
| Samuel Williamson · Austrália | Nicolò Martinenghi · Itália | Nic Fink · Estados Unidos |

## Resultados

### Eliminatórias
Esses foram os resultados das eliminatórias. A prova foi realizada no dia 13 de fevereiro com início às 09:32.
| Pos. | Bateria | Raia | Nadador                | Nacionalidade                   | Tempo | Notas            |
| ---- | ------- | ---- | ---------------------- | ------------------------------- | ----- | ---------------- |
| 1    | 5       | 4    | Nic Fink               | Estados Unidos                  | 26.66 | Q                |
| 1    | 6       | 6    | Ilya Shymanovich       | Atletas Independentes Neutros   | 26.66 | Q                |
| 3    | 6       | 4    | Sam Williamson         | Austrália                       | 26.69 | Q                |
| 4    | 4       | 4    | Nicolò Martinenghi     | Itália                          | 26.75 | Q                |
| 5    | 4       | 6    | Peter John Stevens     | Eslovênia                       | 26.79 | Q                |
| 6    | 4       | 5    | Melvin Imoudu          | Alemanha                        | 26.91 | Q                |
| 7    | 6       | 3    | Michael Andrew         | Estados Unidos                  | 26.94 | Q                |
| 8    | 6       | 5    | Simone Cerasuolo       | Itália                          | 27.00 | Q                |
| 9    | 6       | 7    | Denis Petrashov        | Quirguistão                     | 27.10 | Q                |
| 10   | 5       | 6    | Caspar Corbeau         | Países Baixos                   | 27.11 | Q                |
| 11   | 4       | 3    | Mikel Schreuders       | Aruba                           | 27.18 | Q                |
| 12   | 5       | 5    | Adam Peaty             | Grã-Bretanha                    | 27.23 | Q                |
| 13   | 5       | 3    | Lucas Matzerath        | Alemanha                        | 27.40 | Q                |
| 14   | 6       | 2    | Bernhard Reitshammer   | Áustria                         | 27.47 | Q                |
| 15   | 5       | 8    | Jan Kałusowski         | Polónia                         | 27.50 | Q                |
| 16   | 4       | 2    | Arkadios Aspougalis    | Grécia                          | 27.62 | Q                |
| 17   | 5       | 2    | Emre Sakçı             | Turquia                         | 27.69 |                  |
| 18   | 6       | 8    | Darragh Greene         | Irlanda                         | 27.76 |                  |
| 19   | 4       | 9    | Ronan Wantenaar        | Namíbia                         | 27.81 | Recorde nacional |
| 20   | 6       | 1    | Miguel de Lara         | México                          | 27.89 |                  |
| 21   | 4       | 8    | Nicholas Lia           | Noruega                         | 27.97 |                  |
| 22   | 4       | 1    | James Dergousoff       | Canadá                          | 28.08 |                  |
| 23   | 5       | 7    | Tonislav Sabev         | Bulgária                        | 28.13 |                  |
| 23   | 6       | 9    | Chao Man Hou           | Macau                           | 28.13 |                  |
| 25   | 6       | 0    | Olli Kokko             | Finlândia                       | 28.17 |                  |
| 26   | 5       | 9    | Uroš Živanović         | Sérvia                          | 28.27 |                  |
| 27   | 3       | 3    | Jadon Wuilliez         | Antígua e Barbuda               | 28.35 |                  |
| 28   | 3       | 5    | Likhith Selvaraj       | Índia                           | 28.38 |                  |
| 28   | 5       | 0    | Jorge Murillo          | Colômbia                        | 28.38 |                  |
| 30   | 3       | 0    | Alexandre Grand'Pierre | Haiti                           | 28.39 |                  |
| 31   | 5       | 1    | Andrius Šidlauskas     | Lituânia                        | 28.47 |                  |
| 32   | 3       | 2    | Arsen Kozhakhmetov     | Cazaquistão                     | 28.59 |                  |
| 33   | 3       | 1    | Adrian Robinson        | Botswana                        | 28.60 |                  |
| 34   | 2       | 6    | Abdul Aziz Al-Obaidly  | Catar                           | 28.62 |                  |
| 34   | 4       | 0    | Maksym Ovchinnikov     | Ucrânia                         | 28.62 |                  |
| 36   | 2       | 4    | Patrick Pelegrina      | Andorra                         | 28.68 |                  |
| 37   | 3       | 4    | Muhammad Raharjo       | Indonésia                       | 28.75 |                  |
| 37   | 3       | 6    | Panayiotis Panaretos   | Chipre                          | 28.75 |                  |
| 39   | 3       | 8    | Amro Al-Wir            | Jordânia                        | 28.81 |                  |
| 40   | 3       | 7    | Wu Chun-feng           | Taipé Chinesa                   | 28.86 |                  |
| 41   | 2       | 3    | Matthew Lawrence       | Moçambique                      | 29.01 |                  |
| 42   | 3       | 9    | Jonathan Raharvel      | Madagáscar                      | 29.02 |                  |
| 43   | 2       | 5    | Tasi Limtiaco          | Estados Federados da Micronésia | 29.06 |                  |
| 44   | 2       | 2    | Ashot Chakhoyan        | Armênia                         | 29.38 |                  |
| 45   | 2       | 7    | Jayden Loran           | Curaçau                         | 29.78 |                  |
| 46   | 1       | 0    | Rashed Al-Tarmoom      | Kuwait                          | 29.95 |                  |
| 47   | 2       | 1    | Omar Al-Hammadi        | Emirados Árabes Unidos          | 31.16 |                  |
| 48   | 2       | 0    | Chadd Ng               | Essuatíni                       | 31.53 |                  |
| 49   | 1       | 6    | Fahim Anwari           | Afeganistão                     | 31.83 |                  |
| 50   | 1       | 4    | Ghaith Hussein         | Iraque                          | 31.95 |                  |
| 51   | 2       | 8    | Sébastien Kouma        | Mali                            | 31.99 |                  |
| 52   | 1       | 8    | Mubal Azzam Ibrahim    | Maldivas                        | 33.24 |                  |
| 53   | 2       | 9    | Jion Hosei             | Palau                           | 33.61 |                  |
| 54   | 1       | 5    | Ethan Alimanya         | Tanzânia                        | 34.26 |                  |
| 55   | 1       | 9    | Pap Jonga              | Gâmbia                          | 35.01 |                  |
| 56   | 1       | 2    | Yves Munyu             | República Democrática do Congo  | 35.62 |                  |
| 57   | 1       | 7    | Refiloe Chopho         | Lesoto                          | 38.00 |                  |
| 58   | 4       | 7    | Choi Dong-yeol         | Coreia do Sul                   | DSQ   | DSQ              |
| 59   | 1       | 1    | Higinio Ndong          | Guiné Equatorial                | DNS   | DNS              |
| 60   | 1       | 3    | Ibrahim Kamara         | Serra Leoa                      | DNS   | DNS              |

### Semifinais
Esses foram os resultados das semifinais. A prova foi realizada no dia 13 de fevereiro com início às 19:34.
| Pos. | Bateria | Raia | Nadador              | Nacionalidade                 | Tempo | Notas |
| ---- | ------- | ---- | -------------------- | ----------------------------- | ----- | ----- |
| 1    | 2       | 5    | Sam Williamson       | Austrália                     | 26.41 | Q,    |
| 2    | 1       | 5    | Nicolò Martinenghi   | Itália                        | 26.65 | Q     |
| 3    | 2       | 4    | Nic Fink             | Estados Unidos                | 26.77 | Q     |
| 4    | 1       | 7    | Adam Peaty           | Grã-Bretanha                  | 26.85 | Q     |
| 5    | 1       | 6    | Simone Cerasuolo     | Itália                        | 26.98 | Q     |
| 6    | 2       | 1    | Lucas Matzerath      | Alemanha                      | 27.01 | Q     |
| 7    | 2       | 3    | Peter John Stevens   | Eslovênia                     | 27.04 | Q     |
| 8    | 2       | 7    | Mikel Schreuders     | Aruba                         | 27.05 | Q     |
| 9    | 1       | 3    | Melvin Imoudu        | Alemanha                      | 27.06 |       |
| 10   | 1       | 4    | Ilya Shymanovich     | Atletas Independentes Neutros | 27.07 |       |
| 11   | 1       | 8    | Arkadios Aspougalis  | Grécia                        | 27.18 |       |
| 11   | 2       | 6    | Michael Andrew       | Estados Unidos                | 27.18 |       |
| 13   | 2       | 2    | Denis Petrashov      | Quirguistão                   | 27.20 |       |
| 14   | 1       | 1    | Bernhard Reitshammer | Áustria                       | 27.25 |       |
| 15   | 1       | 2    | Caspar Corbeau       | Países Baixos                 | 27.30 |       |
| 16   | 2       | 8    | Jan Kałusowski       | Polónia                       | 27.38 |       |

### Final
A final foi realizada em 14 de fevereiro às 20:01.
| Pos.              | Raia | Nadador            | Nacionalidade  | Tempo | Notas              |
| ----------------- | ---- | ------------------ | -------------- | ----- | ------------------ |
| Medalha de ouro   | 4    | Sam Williamson     | Austrália      | 26.32 | Recorde da Oceania |
| Medalha de prata  | 5    | Nicolò Martinenghi | Itália         | 26.39 |                    |
| Medalha de bronze | 3    | Nic Fink           | Estados Unidos | 26.49 |                    |
| 4                 | 6    | Adam Peaty         | Grã-Bretanha   | 26.77 |                    |
| 5                 | 7    | Lucas Matzerath    | Alemanha       | 26.80 |                    |
| 6                 | 2    | Simone Cerasuolo   | Itália         | 26.93 |                    |
| 7                 | 8    | Mikel Schreuders   | Aruba          | 26.97 |                    |
| 8                 | 1    | Peter John Stevens | Eslovênia      | 27.07 |                    |

Legenda
| Recorde mundial       | Recorde mundial (World record)               |                       | Recorde africano                      | Recorde africano (African) |                                           | Q | Classificado por posição (Qualified) |
| Recorde do campeonato | Recorde do campeonato (Championship record)  | Recorde da América    | Recorde da América (Americas)         | q                          | Classificado por melhor tempo (Qualified) |   |                                      |
| Melhor marca do ano   | Melhor marca do ano (World leading)          | Recorde asiático      | Recorde asiático (Asian)              | DNS                        | Não largou (Did not start)                |   |                                      |
| Recorde nacional      | Recorde nacional (National record)           | Recorde europeu       | Recorde europeu (European)            | DNF                        | Não terminou (Did not finish)             |   |                                      |
| Recorde pessoal       | Recorde pessoal do atleta (Personal best)    | Recorde da Oceania    | Recorde da Oceania (Oceania)          | DSQ / DQ                   | Desclassificado (Disqualified)            |   |                                      |
| Recorde da temporada  | Recorde da temporada do atleta (Season best) | Recorde sul-americano | Recorde sul-americano (South America) | NM                         | Sem marca (No mark)                       |   |                                      |